# Ucrania en los Juegos Olímpicos de París 2024
Ucrania estuvo representada en los Juegos Olímpicos de París 2024 por un total de 140 deportistas que compitieron en 22 deportes. Responsable del equipo olímpico es el Comité Olímpico Nacional de Ucrania, así como las federaciones deportivas nacionales de cada deporte con participación.
Los portadores de la bandera en la ceremonia de apertura fueron el nadador Myjailo Romanchuk y la tenista Elina Svitolina.

## Medallistas
El equipo olímpico de Ucrania obtuvo las siguientes medallas:
| Nombre                                                        | Deporte            | Competición               |
| ------------------------------------------------------------- | ------------------ | ------------------------- |
| Oro                                                           |                    |                           |
| Yaroslava Mahuchij                                            | Atletismo          | Salto de altura F         |
| Olexandr Jyzhniak                                             | Boxeo              | 80 kg M                   |
| Yuliya Bakastova Alina Komashchuk Olha Jarlan Olena Kravatska | Esgrima            | Sable por equipos F       |
| Plata                                                         |                    |                           |
| Ilia Kovtun                                                   | Gimnasia artística | Paralelas M               |
| Parviz Nasibov                                                | Lucha grecorromana | 67 kg M                   |
| Iryna Koliadenko                                              | Lucha libre        | 62 kg F                   |
| Liudmyla Luzan Anastasiya Rybachok                            | Piragüismo         | C2 500 m F                |
| Serhi Kulish                                                  | Tiro               | Rifle 3 posiciones 50 m M |
| Bronce                                                        |                    |                           |
| Myjailo Kojan                                                 | Atletismo          | Martillo M                |
| Iryna Herashchenko                                            | Atletismo          | Salto de altura F         |
| Olha Jarlan                                                   | Esgrima            | Sable individual F        |
| Zhan Beleniuk                                                 | Lucha grecorromana | 87 kg M                   |